# هوفهانس باباخانيان
هوفهنس باباخانيان (الأرمينية: Բաբախանյան Բաբախանյան 1 ديسمبر 1968) هو ممثل ومغني أرمني-أمريكي. حصل على لقب ممثل الشرف في أرمينيا. 1968 في يريفان، أرمينيا.

## السيرة الذاتية
ولد هوفانيس باباخانيان في يريفان، أرمينيا. وهو الطفل الرابع في عائلة جيراسيم باباخنيان وتمارا جيفورغيان. كان والده ممثلاً موهوبًا وموسيقيًا لعب على خمسة أدوات مختلفة. كانت والدته تتمتع بمهارات غنائية رائعة ساعدت هوفانيس وأخوته الثلاثة في تذوق موسيقاه.
تخرج باباخانيان من مدرسة سيامانتو الثانوية. درس فن المسرح، مع كبار أساتذة مثل غالبانيان، تاتينسيان، أرمين كانديكيان وغيرها الكثير. في وقت لاحق بدأ في تعلم الغناء الكلاسيكي، كما الباريتون، في فئة رافائيل أكوبيان. عمل في مسرح الدراما الحكومي في يريفان على اسم مسرح هراشيا غابلانيان الدرامي كممثل، حيث التقى بزوجته الممثلة ماري مسيريان  وتزوجا عام 1993. ولديهما ثلاثة أطفال، ليا باباخانيان، إيلا باباخانيان، جور باباخانيان.
الآن يعيش باباخانيان في كاليفورنيا مع عائلته. في عام 2006، قام بجولة في لبنان وإيران ولندن ومدينة نيويورك وبولندا وجمهورية التشيك والمجر وروسيا وبيلاروسيا وجمهورية الجورجية حيث أجرى «كونتراباس» كأداء منفرد وتم تكريمه بالتصفيق العالي والتصفيق الحار. من الجمهور.
وهو أيضاً مغني، وبعديد من اللغات المختلفة (الأرمينية والإيطالية والإسبانية،  ويعمل الآن مع «فيكتور كروغلوف وشركاؤه في إدارة المواهب الدولية».لعب هوفانيس بابخانيان العديد من الأدوار في المسرح.

## روابط خارجية
- هوفهانس باباخانيان على موقع IMDb (الإنجليزية)
- هوفهانس باباخانيان على موقع كينوبويسك (الروسية)